# Alina Scholtz
Alina Scholtz (24 de septiembre de 1908 - 25 de febrero de 1996) fue una arquitecta paisajista polaca, conocida como una de las pioneras del país en el desarrollo de este campo. A lo largo de su carrera trabajó en diversos proyectos públicos y privados para cementerios, parques y espacios verdes. Entre sus obras más destacadas figuran los terrenos de una villa en la calle Kielecka de Varsovia, por la que ganó una medalla de plata en la Exposición Universal de París de 1937, el cementerio en memoria de las víctimas de la masacre de Palmiry y proyectos de paisajismo a lo largo de la ruta de tráfico Este-Oeste de Varsovia. Además de su labor como diseñadora, fue uno de los miembros fundadores de la Federación Internacional de Arquitectos Paisajistas.